# Комасия
Комасия (между II и IV веками) — святая мученица Римская. День памяти — 5 ноября.
О святой Комасии, мученице Римской, являющейся, наряду со святителем Мартином Турским, покровительницей коммуны Мартина-Франка, не сохранилось письменных свидетельств. Тело святой, обретённое в катакомбах святой Агнессы в Риме, что на Номентанской дороге, по благословению папы Римского Иннокентия X в 1646 году было передано кардиналом Сакрати, хранителем кладбища Святых Мучеников, жителям коммуны Мартина-Франка. Переданная с телом папская грамота, датированная 10 сентября 1645 года, хранится вместе с мощами в городском соборе святого Мартина. 
К святой традиционно обращаются молитвенно в случае засухи и совершают крестные ходы с её мощами, прибывшими в своё время из Рима под проливной дождь. Также в проливной дождь в 1714 году прибыла из Неаполя серебряная статуя святой.
Ещё совсем недавно имя Комасия было очень распространено среди жительниц коммуны.